# Aethomys
Aethomys is een geslacht van knaagdieren uit de muizen en ratten van de Oude Wereld (Murinae) dat voorkomt in rotsachtige gebieden in zuidelijk en oostelijk Afrika. Volgens genetische gegevens is dit geslacht net nauwst verwant aan Grammomys andere Afrikaanse Murinae, hoewel het in oudere indelingen vaak als ondergeslacht van Rattus wordt gezien. Het geslacht Micaelamys werd vroeger als een ondergeslacht van Aethomys gezien. Er zijn fossielen bekend vanaf het Laat-Mioceen in Namibië, Zuid-Afrika en Oost-Afrika. De Namibische fossielen horen bij de oudste Afrikaanse Murinae.

## Kenmerken
Ze lijken oppervlakkig op echte ratten (Rattus), maar hebben in tegenstelling daarmee witte voeten en haren op de staart. Deze soorten hebben een zachte vacht waarvan de kleur zeer sterk varieert onder de verschillende vormen. De kop-romplengte bedraagt 12 tot 19 cm, de staartlengte 12 tot 21 cm en het gewicht 50 tot 150 gram. Ze eten fruit, zaden, wortels, noten en mogelijk wat insecten. Ze zijn 's nachts actief; overdag slapen ze in zelfgegraven holen, die meestal onder struiken of stenen verborgen zijn of zich in een termietennesten bevinden. Ze klimmen ook in bomen als ze naar voedsel zoeken. De holen worden gedeeld door een familiegroep, die een paartje en hun kinderen omvat. De mannetjes zijn intolerant en agressief tegenover andere mannetjes.

## Soorten
Er zijn negen soorten:
- Aethomys bocagei (Noordwest-Angola)
- Aethomys chrysophilus (Zuidoost-Kenia tot Noordoost-Zuid-Afrika en Zuid-Angola)
- Aethomys hindei (Noord-Kameroen tot Zuid-Soedan, Zuidwest-Ethiopië en Tanzania) (inclusief A. helleri)
- Aethomys ineptus (Noordoost-Zuid-Afrika en Zuid-Mozambique)
- Aethomys kaiseri (Zuidwest-Oeganda en Zuid-Kenia tot Midden-Angola en Malawi)
- Aethomys nyikae (Zuid-Congo-Kinshasa en Noordoost-Angola, Noordoost-Zambia en Malawi)
- Aethomys silindensis (Oost-Zimbabwe)
- Aethomys stannarius (Noord-Nigeria tot West-Kameroen)
- Aethomys thomasi (Angola)

Abditomys · 
Abeomelomys · 
Aethomys · 
Anisomys · 
Anonymomys · 
Apodemus · 
Apomys · 
Archboldomys · 
Arvicanthis · 
Baiyankamys · 
Baletemys · 
Bandicota · 
Batomys · 
Berylmys · 
Brassomys · 
Bullimus · 
Bunomys · 
Canariomys · 
Carpomys · 
Chingawaemys · 
Chiromyscus · 
Chiropodomys · 
Chiruromys · 
Chrotomys · 
Coccymys · 
Colomys · 
Congomys · 
Conilurus · 
Coryphomys · 
Crateromys · 
Cremnomys · 
Crossomys · 
Crunomys · 
Dacnomys · 
Dasymys · 
Dephomys · 
Desmomys · 
Diomys · 
Diplothrix · 
Echiothrix · 
Eropeplus · 
Frateromys · 
Golunda · 
Gracilimus · 
Grammomys · 
Hadromys · 
Haeromys · 
Halmaheramys · 
Hapalomys · 
Heimyscus · 
Hybomys · 
Hydromys · 
Hylomyscus · 
Hyomys · 
Hyorhinomys · 
Kadarsanomys · 
Komodomys · 
Lamottemys · 
Leggadina · 
Lemniscomys · 
Lenomys · 
Lenothrix · 
Leopoldamys · 
Leporillus · 
Leptomys · 
Limnomys · 
Lorentzimys · 
Macruromys · 
Madromys ·
Malacomys · 
Mallomys · 
Malpaisomys · 
Mammelomys · 
Margaretamys · 
Mastacomys · 
Mastomys · 
Maxomys · 
Melasmothrix · 
Melomys · 
Mesembriomys ·
Micaelamys · 
Microhydromys · 
Micromys · 
Millardia · 
Mirzamys · 
Montemys · 
Mus · 
Musseromys · 
Mylomys · 
Myomyscus · 
Nesokia · 
Nilopegamys · 
Niviventer · 
Notomys · 
Ochromyscus · 
Oenomys ·
Otomys · 
Palawanomys · 
Papagomys · 
Parahydromys · 
Paraleptomys · 
Paramelomys · 
Parotomys · 
Paucidentomys · 
Paulamys · 
Pelomys · 
Phloeomys · 
Pithecheir · 
Pithecheirops · 
Pogonomelomys · 
Pogonomys · 
Praomys · 
Protochromys · 
Pseudohydromys · 
Pseudomys · 
Rattus · 
Rhabdomys · 
Rhynchomys · 
Saxatilomys ·
Serengetimys ·
Solomys · 
Sommeromys · 
Soricomys · 
Spelaeomys · 
Srilankamys · 
Stenocephalemys · 
Stochomys · 
Sundamys · 
Taeromys · 
Tarsomys · 
Tateomys · 
Thallomys · 
Thamnomys · 
Tokudaia · 
Tonkinomys ·
Tryphomys · 
Typomys · 
Uromys · 
Vandeleuria · 
Vernaya · 
Xenuromys · 
Xeromys · 
Zelotomys · 
Zyzomys